# Greenwood (Arkansas)
Greenwood es una ciudad en el condado de Sebastian, Arkansas, Estados Unidos. Es la quinta comunidad más grande del área metropolitana de Fort Smith con una población de 8.240, de acuerdo con estimados de 2005 de la Oficina del Censo de los Estados Unidos. La ciudad es una de las dos sedes de condado de Sebastian.

## Geografía
Greenwood se localiza a 35°12′56″N 94°15′12″O / 35.21556, -94.25333. Según la Oficina del Censo de los Estados Unidos, la ciudad tiene un área de 19,1 km², de los cuales 19 km² corresponde a tierra y 0,1 km² a agua (0,41%).

## Demografía
Para el censo de 2000, había 7.112 personas, 2.508 hogares y 2008 familias en la ciudad. La densidad de población era 295,1 hab/km². Había 2.654 viviendas para una densidad promedio de 111,5 por kilómetro cuadrado. De la población 96,13% eran blancos, 0,24% afroamericanos, 1,53% amerindios, 0,44% asiáticos, 0,18% de otras razas y 1,48% de dos o más razas. 1,55% de la población eran hispanos o latinos de cualquier raza.
Se contaron 2.508 hogares, de los cuales 49,0% tenían niños menores de 18 años, 65,7% eran parejas casadas viviendo juntos, 11,5% tenían una mujer como cabeza del hogar sin marido presente y 19,9% eran hogares no familiares. 17,8% de los hogares eran un solo miembro y 6,6% tenían alguien mayor de 65 años viviendo solo. La cantidad de miembros promedio por hogar era de 2,77 y el tamaño promedio de familia era de 3,14.
En la ciudad la población está distribuida en 31,7% menores de 18 años, 8,3% entre 18 y 24, 33,4% entre 25 y 44, 16,6% entre 45 y 64 y 10,0% tenían 65 o más años. La edad media fue 31 años. Por cada 100 mujeres había 95,0 varones. Por cada 100 mujeres mayores de 18 años había 88,0 varones.
El ingreso medio para un hogar en la ciudad fue de $37.230 y el ingreso medio para una familia $41.278. Los hombres tuvieron un ingreso promedio de $31.649 contra $21.564 de las mujeres. El ingreso per cápita de la ciudad fue de $16.254. Cerca de 5,1% de las familias y 6,7% de la población estaban por debajo de la línea de pobreza, 8,3% de los cuales eran menores de 18 años y 5,6% mayores de 65.

## Residentes y nativos notables
- Bob Burns, comediante de radio y cine
- Doc Sadler, entrenador de baloncesto